# Travis Lyndon
Travis Lyndon (ur. 1968) – kanadyjski trójboista siłowy i strongman.

## Życiorys
Travis Lyndon dorastał w miasteczku Clinton, w prowincji Ontario. W 1990 r. przeprowadził się do Ottawy, stolicy Kanady, gdzie rozpoczął treningi siłowe i zajął się trójbojem siłowym. Zdobył mistrzostwo Kanady w trójboju siłowym.
Zadebiutował jako siłacz w 1999 r., na Mistrzostwach Kanady Strongman, gdzie zajął 7. miejsce. Mieszka w prowincji Ontario, gdzie był dominującym siłaczem i wielokrotnie zdobył tytuł najsilniejszego człowieka prowincji Ontario, od inauguracji tych zawodów w 2000 r.
Jedyny raz wziął udział w Mistrzostwach Świata Strongman 2001, jednak jednego punktu zabrakło mu, aby zakwalifikować się do finału.
W wyniku kontuzji oficjalnie zakończył karierę siłacza w sierpniu 2006 r., jednak nadal zajmuje się tym sportem jako sędzia zawodów i promotor.
Wymiary:

- wzrost 199 cm
- waga 155 kg

## Osiągnięcia strongman
- 1999
  - 7. miejsce - Mistrzostwa Kanady Strongman
  - 3. miejsce - Gatineau Balloon Festival
- 2000
  - 1. miejsce - Mistrzostwa Ontario Strongman
  - 5. miejsce - Mistrzostwa Kanady Strongman
  - 5. miejsce - Gatineau Balloon Festival
- 2001
  - 1. miejsce - Mistrzostwa Ontario Strongman
  - 2. miejsce - Mistrzostwa Kanady Strongman
  - 5. miejsce - Mistrzostwa Ameryki Północnej Strongman 2001
  - 2. miejsce - Gatineau Balloon Festival
- 2002
  - 3. miejsce - Mistrzostwa Ontario Strongman (kontuzjowany)
  - 3. miejsce - Mistrzostwa Kanady Strongman
  - 1. miejsce - Gatineau Balloon Festival
- 2003
  - 1. miejsce - Mistrzostwa Ontario Strongman
  - 7. miejsce - Mistrzostwa Kanady Strongman (kontuzjowany)
- 2004
  - 1. miejsce - Mistrzostwa Ontario Strongman
  - 3. miejsce - Mistrzostwa Kanady Strongman
- 2005
  - 1. miejsce - Mistrzostwa Ontario Strongman
  - 2. miejsce - Mistrzostwa Kanady Strongman
- 2006
  - 1. miejsce - Mistrzostwa Ontario Strongman